# 大阪学院大学フェニックス
大阪学院大学フェニックス（おおさかがくいんだいがく―）は、大阪学院大学体育会に属するバスケットボールチームである。関西学生バスケットボール連盟所属。

## 歴史
2004年に関西リーグ2部優勝で1部昇格。
2006年には1部2位となり、さらにインカレでもベスト16の成績を残した。

## 主な卒業生
- 今野翔太（西宮ストークス）
- 小阪彰久（島根スサノオマジック）
- 澤邉圭太（仙台89ERS）
- 合田怜（大阪エヴェッサ）